# 多餘 (歌曲)
〈多餘〉是一首國語流行歌曲，也是電影《沉睡的青春》主題曲。由知名音樂人陳小霞的弟子石裕博填詞及譜曲。這首歌是華研唱片在2007年六月下旬，從陳小霞那邊收到的。石裕博在創作時，特別上網瞭解這部電影的故事，所以寫出的歌詞才能如此貼近電影意境。出品的佳映電影公司，報名《多餘》參加2007年金馬獎最佳原創電影歌曲，但未獲提名。
演唱人為星光幫的楊宗緯，這也是楊宗緯個人第一首的單曲，這首歌是楊宗緯在超級星光大道比賽中所贏得的演唱機會，石裕博針對他的聲音特質量聲打造，是楊宗緯的第一首個人專屬歌曲。

## 錄音花絮
在「我連掙扎都不想抵抗」（57秒）的「抗」這個字，楊宗緯的歌聲中有點沙啞哽咽的感覺，那是早上未開嗓錄的第一個版本，楊宗緯自己很滿意，後來再錄其他的版本，都沒有辦法比第一次錄的有味道，所以他特別要求老師一定要用這個版本，以與歌詞的意境搭配。

## 歌曲檔案
- 演唱人：楊宗緯
- 詞　曲：石裕博
- 編　曲：涂惠源
- 吉　他：黃中岳
- 製　作：華研唱片

## 電臺播放
- 2007年7月26日 HitoRadio 《多餘》首播

## 唱片銷售
|  | 此首歌曲收錄在由華研唱片製作，於2007年10月5日發行的《愛星光精選-昨天今天明天》合輯中。 |

## 線上點播
《多餘》在臺灣線上音樂台ezPeer+（页面存档备份，存于）與KKBox提供點播。其中在ezPeer+ 的總點播次數已超過570萬次，創下ezPeer+ 上線以來所有單曲最高的點播率。
- ezPeer+（页面存档备份，存于） 從2007年7月27日開始，蟬聯華語歌曲排行榜連續22週冠軍
- KKBox[永久] 從2007年10月7日開始，蟬聯華語歌曲人氣榜4週冠軍
- KKBox[永久] 2007年「年度風雲十大單曲」第二名

## 外部連結
- 《多餘》完整歌詞
- 《多餘》MV （页面存档备份，存于）
- 陳小霞談《多餘》收錄的緣由